# Rua Garrett
Die Rua Garrett ist eine Straße im Zentrum der portugiesischen Hauptstadt Lissabon. Sie führt von den Armazéns do Chiado am Kreuzungspunkt der Rua do Carmo und der Rua Nova do Almada 210 Meter in westlicher Richtung bergauf zum Largo do Chiado.
Die Straße bildet neben dem Largo do Chiado das Zentrum des Stadtteils Chiado und entwickelte sich in Nachbarschaft zur Oper (Teatro Nacional de São Carlos) sowie dem Teatro São Luiz und dem Teatro da Trindade im 20. Jahrhundert zum geistigen Zentrum der Stadt. Die bekanntesten Buchhandlungen der Stadt befinden sich hier, darunter mit der 1732 gegründeten Livraria Bertrand der älteste Buchladen der Welt. Zeitweise lag hier der Sitz der Literatenvereinigung Grémio Literário. Das 1905 eröffnete Café A Brasileira wurde zum Künstlertreff. In jüngerer Zeit nahm die Straße den Charakter einer eleganten Einkaufsstraße an. Als Nachfolgerin der ersten Kirche Lissabons steht die Basílica de Nossa Senhora dos Mártires in der Straße.
Ursprünglich trug der Straßenzug die Namen Rua do Chiado und Rua das Portas de Santa Catarina. Mit Hinblick auf die Gedenkfeiern anlässlich des 30. Todestages des Dichters Almeida Garrett (1799–1854) wurde er auf Beschluss des Stadtrates vom 14. Juni 1880 auf den einheitlichen Namen Rua Garrett umbenannt. 